# Bayer
 Denne artikel omhandler et tysk holdingselskab. Opslagsordet har også en anden betydning, se Bayer (månekrater).
Bayer AG er holdingselskab for en verdensomspændende tysk kemi- og medicinalvirksomhed grundlagt i 1863. Hovedkvarteret ligger i Leverkusen, Nordrhein-Westfalen, Tyskland. I 2018 bestod selskabet af flere hundrede virksomheder med i alt 117.000 medarbejdere, og havde en omsætning på 39,5 milliader euro.
Blandt virksomhedens største kommercielle succeser er det smertestillende middel Aspirin, hvis virksomme stof acetylsalicylsyre, Bayer AG fik indregistreret i 1899. Desuden erhvervede Bayer i 1920'erne patentet på Zyklon B. Denne giftgas blev bl.a. benyttet i koncentrationslejrene i nazityskland, hvor Bayer udgjorde en stor del af kemi- og medicinalkartellet I.G. Farben, som var en integreret del af nazistyret i perioden 1933-45. 
Bayer-gruppen opkøbte i 2016 landbrugskemi-virksomheden Monsanto for 63 milliader dollars - en investering, der ifølge Der Spiegel har givet Bayer-ledelsen hovedpine på grund af Monsanto's kemiprodukt Roundup, (Glyfosat), som mistænkes for at gøre dyr syge, og for at være årsag til kræft. 